# Klaus Fichtel
Klaus Fichtel, född 19 november 1944 i Castrop-Rauxel, är en tysk före detta fotbollsspelare.
Klaus Fichtel spelade 437 ligamatcher i Schalke 04, innan han flyttade till Werder Bremen. Efter fyra år hos Bremen så vände Fichtel tillbaka för att avsluta sin karriär i Schalke 04. Fichtel är den som spelat tredje flest matcher i Bundesliga genom tiderna med 552 stycken.
Fichtel spelade 23 matcher för Tyskland mellan 1967 och 1971, hans enda mål gjordes mot Skottland 1969. I VM 1970 då Tyskland vann bronset spelade Fichtel alla matcher utom semifinalen.